# Palle (namn)
Palle är ett förnamn.

## Kända personer med namnet Palle
- Palle Brunius, en svensk barnskådespelare, radioman och teaterchef.
- Palle Danielsson, en av Sveriges internationellt mest kända kontrabasister
- Palle Granditsky, en svensk skådespelare, regissör och teaterchef
- Palle Hammarlund, en svensk låtskrivare och en av grundarna till musikgruppen Dolly Style
- Palle Huld, en dansk skådespelare
- Palle Lauring, en dansk författare och historieförmedlare
- Palle Lundberg, en stadsdirektör i Helsingborgs kommun
- Palle Mørk, en dansk stenhuggare, skulptör och formgivare
- Palle Pernevi, en svensk skulptör
- Palle Nielsen, en dansk tecknare och grafiker
- Palle Torsson, en svensk konstnär
- Palle Plåt, en svensk svetsare i Göteborg.